# Sommer-Paralympics 2016/Teilnehmer (Kenia)
| stlisierte Goldmedaille | stlisierte Silbermedaille | stlisierte Bronzemedaille |
| ----------------------- | ------------------------- | ------------------------- |
| 3                       | 1                         | 2                         |

Kenia entsandte zwei Athletinnen und sieben Athleten zu den Paralympischen Sommerspielen 2016 in Rio de Janeiro,  die in drei Sportarten antraten. Fahnenträger für Kenia bei der Eröffnungsfeier war der Leichtathlet Henry Kirwa.

## Medaillen

### Medaillenspiegel
| Rang   | Sportart       | Gold | Silber | Bronze | Gesamt |
| ------ | -------------- | ---- | ------ | ------ | ------ |
| 1      | Leichtathletik | 3    | 1      | 2      | 6      |
| Gesamt | Gesamt         | 3    | 1      | 2      | 6      |

## Teilnehmer nach Sportart

### Leichtathletik
Laufen
| Athleten                                               | Wettbewerb | Vorlauf     | Vorlauf | Halbfinale    | Halbfinale    | Finale        | Finale        | Rang |
| Athleten                                               | Wettbewerb | Zeit        | Rang    | Zeit          | Rang          | Zeit          | Rang          | Rang |
| ------------------------------------------------------ | ---------- | ----------- | ------- | ------------- | ------------- | ------------- | ------------- | ---- |
| Männer                                                 |            |             |         |               |               |               |               |      |
| Henry Nzungi Mwendo                                    | 200 m T12  | 23,16 s     | 2       | ausgeschieden | ausgeschieden | ausgeschieden | ausgeschieden | 11   |
| Henry Nzungi Mwendo                                    | 400 m T12  | DSQ         | DSQ     | ausgeschieden | ausgeschieden | ausgeschieden | ausgeschieden | DSQ  |
| Samwel Mushai Kimani Guide: James Boit                 | 1500 m T11 | 4:04,50 min | 1       | —             | —             | 4:03,25 min   | 1             |      |
| Wilson Bii Guide: Benard Korir                         | 1500 m T11 | 4:13,20 min | 1       | —             | —             | 4:07,96 min   | 4             | 4    |
| Henry Kirwa                                            | 1500 m T13 | —           | —       | —             | —             | 3:49,59 min   | 3             |      |
| Samwel Mushai Kimani Guide: James Boit                 | 5000 m T11 | —           | —       | —             | —             | 15:16,11 min  | 1             |      |
| Wilson Bii Guide: Benard Korir                         | 5000 m T11 | —           | —       | —             | —             | 15:22,96 min  | 3             |      |
| Erick Kiptoo Sang                                      | 5000 m T11 | —           | —       | —             | —             | DSQ           | DSQ           | DSQ  |
| Henry Kirwa                                            | 5000 m T13 | —           | —       | —             | —             | 14:17,32 min  | 1             |      |
| Frauen                                                 |            |             |         |               |               |               |               |      |
| Nancy Chelangat Koech Guide: Geoffrey Kiplangat Rotich | 200 m T11  | 29,88 s     | 4       | ausgeschieden | ausgeschieden | ausgeschieden | ausgeschieden | 16   |
| Nancy Chelangat Koech Guide: Geoffrey Kiplangat Rotich | 1500 m T11 | 4:48,70 min | 2       | —             | —             | 4:42,12 min   | 2             |      |
| Nelly Nasimiyu Munialo                                 | 1500 m T13 | DSQ         | DSQ     | —             | —             | ausgeschieden | ausgeschieden | DSQ  |

### Powerlifting (Bankdrücken)
| Athleten             | Wettbewerb | Ergebnis | Rang |
| -------------------- | ---------- | -------- | ---- |
| Männer               |            |          |      |
| Gabriel Magu Wanjiku | bis 59 kg  | NVL      | NVL  |

### Rudern
| Athleten        | Wettbewerb  | Vorlauf    | Vorlauf | Hoffnungslauf | Hoffnungslauf | Finale     | Finale | Rang |
| Athleten        | Wettbewerb  | Zeit (min) | Rang    | Zeit (min)    | Rang          | Zeit (min) | Rang   | Rang |
| --------------- | ----------- | ---------- | ------- | ------------- | ------------- | ---------- | ------ | ---- |
| Männer          |             |            |         |               |               |            |        |      |
| Itaken Kipelian | Einer ASM1x | 5:35,53    | 6       | 5:35,45       | 5             | 5:39,22    | 6 (B)  | 12   |